# 넵튠스

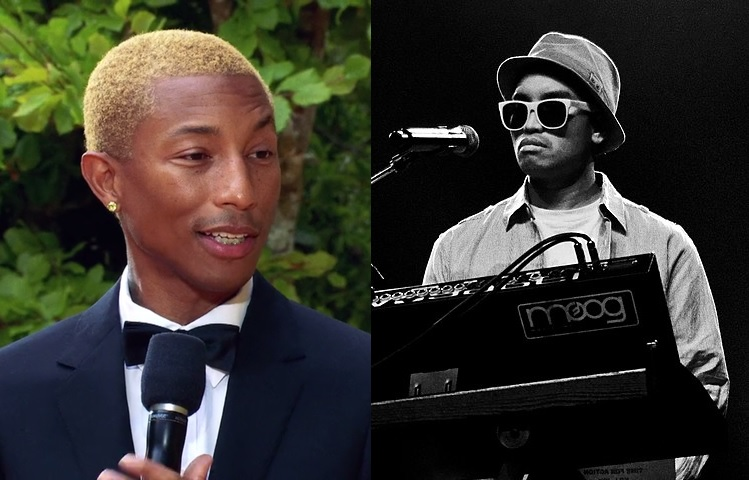

넵튠스(The Neptunes)는 미국의 힙합 프로덕션 듀오이다. 퍼렐 윌리엄스와 채드 휴고로 이루어져 있으며, 90년대 후반과 2000년대 현재까지 수많은 R&B, 힙합, 팝 히트곡을 제작한 프로듀싱 듀오이다. 그들의 음악은 특이하고 독창적인 비트와 함께 반복되는 훅을 이용한 힙합 음악이 주를 이룬다.

## 참여
그들은 지금까지 제이-지, 디디, N.E.R.D, 마돈나, 스눕독, 버스타 라임즈, 브리트니 스피어스, 클립스, 칸예 웨스트, 저스틴 팀버레이크등과 함께 작업했다.